# غافين غونينغ
غافين غونينغ (بالإنجليزية: Gavin Gunning)‏ (26 يناير 1991 بدبلن في جمهورية أيرلندا - ) هو لاعب كرة قدم أيرلندي في مركز الدفاع. شارك مع منتخب جمهورية أيرلندا تحت 17 سنة لكرة القدم ومنتخب جمهورية أيرلندا تحت 20 سنة لكرة القدم ومنتخب جمهورية أيرلندا تحت 21 سنة لكرة القدم. أما مع النوادي، فقد لعب مع أولدهام أثلتيك وبرمنغهام سيتي وبلاكبيرن روفرز ودندي يونايتد ونادي بوري ونادي ترانمير روفرز لكرة القدم ونادي روذرهام يونايتد ونادي ماذرويل.

## وصلات خارجية
- غافين غونينغ على موقع الاتحاد الأوربي (الإنجليزية)
- غافين غونينغ على موقع قاعدة بيانات كرة القدم.إي يو (الإنجليزية)
- غافين غونينغ على موقع Soccerbase.com (لاعب) (الإنجليزية)
- غافين غونينغ على موقع Soccerway.com (الإنجليزية)